# Karin Svendotter
Karin Svensdotter fue una mujer sueca del siglo XVII que afirmaba haber tenido hijos con el Rey de las hadas.
En 1656, Karin Svensdotter, quien trabajaba como mucama, fue enjuiciada en Västra Härad en Sävsjö en Småland. Se la juzgó por clamar haber tenido relaciones sexuales con un hombre hada, al igual que con seres sobrenaturales antropomórficos. Le dijo a la corte que había conocido a un hombre hermoso que vestía ropas doradas en una montaña llamada Grönskulle, dónde cantaron y bailaron acompañados de otras criaturas. El hombre se llamaba a sí mismo Älvakungen (Rey de las hadas), o simplemente Älven (Hada). Le dio a Karin regalos y tuvieron relaciones sexuales.

Dio a luz a siete hijos, y las siete veces Älven se apersonó en escena y se llevó a los niños a la tierra de las hadas. Karin declaró en el juicio que esos partos tomaban lugar durante sus recurrentes ataques, y que ello la dejaba muy cansada. Sus ataques habían sido atestiguados por muchos, y su empleador testificó que a menudo la veía buscando a sus hijos feéricos por el bosque. 

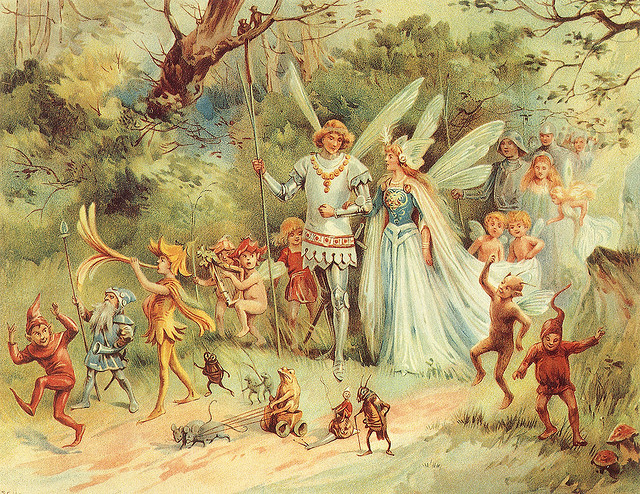
Una ilustración hecha en 1910 dónde se retratan al Rey y la Reina de las hadas. Artista desconocido

El de Karin Svensdotter fue un caso inusual y causó gran consternación. Hubo mucho debate entre las autoridades respecto a cómo tratar con Karin. En el siglo XVII la existencia de seres tales como hadas era admitida por la iglesia, que consideraba un grave crimen el asociarse con dichos seres. Pese a que no había leyes específicas en contra de mantener relaciones carnales con espíritus de la naturaleza, las autoridades solían tratar estos casos como sodomía, o más específicamente zoofilia, debido a que los seres mitológicos son considerados seres no-humanos y suelen tener características o partes del cuerpo de animales. Según los teólogos, estos seres son formas que el mismo Diablo y sus demonios adoptan para seducir a los humanos.
En 1658, un ladrón fue sentenciado a muerte después de confesar ante la corte que sobrevivió en las tierras salvajes gracias a las relaciones sexuales que mantenía con skogsrået, una ninfa del bosque. Un poco más tarde, en 1691, un hombre llamado Sven Andersson fue sentenciado a muerte al confesar mantener relaciones sexuales con una bergrå, una ninfa de la montaña.
En esos casos era normal que las cortes locales dictaran penas de muerte, que solían ser revocadas por el tribunal supremo. Uno de los pocos casos dónde esto no pasó fue el Peder Jönsson, quien recibió pena capital en 1640 luego de confesar haber tenido sexo con una sjörå, una ninfa de agua. Se documentó y confirmó que su ejecución se llevó a cabo.
En el caso de Karin Svensdotter, Göta hovrätt decidió, basado en el consejo experto de dos líderes religiosos, que se había vuelto loca debido a la magia de Satán. A los feligreses se les ordenó rezar por su recuperación y sus familiares le entregaron una cruz de plata para su protección. Se reportó que tras eso el hombre hada no volvió a aparecérsele.